# 绿隐蜂鸟
绿隐蜂鸟（学名：Phaethornis guy）在生物分类学上是蜂鸟科中的隐蜂鸟亚科中的一个品种。

## 生态环境
绿隐蜂鸟居住于森林的下层丛林，通常在水的附近，更喜欢丘陵地带。

## 分布地域
主要分布于中美洲和南美洲，从巴拿马和哥斯达黎加以南，直到秘鲁东部、委内瑞拉东北部和特立尼达岛。

## 特征
绿隐蜂鸟是一种体型比较大的蜂鸟。身长13.5厘米，体重6.3克，微红的嘴很长并且向下弯曲。雄性的绿隐蜂鸟身上主要是暗绿色，尾部为蓝绿色。眼部为黑色，上下带有浅黄色的条纹，下到咽喉的中部。渐减的尾巴中央的羽毛为白色而且很长，用于在求偶的场合炫耀摆动。雌性的颜色比较黯淡，下部为暗灰色，也有长长的嘴巴和尾巴。西部的绿隐蜂鸟顶冠略小，雌雄间比较相似。

## 食物
绿隐蜂鸟的食物主要是各式各样花的花蜜，也吃一些小的昆虫。 

## 繁殖
绿隐蜂鸟一次产一个蛋，锥形的鸟巢筑在一片大的叶子下面，通常在水面之上。蛋的孵化期是17－18 天，再过21－23天雏鸟便可长出羽毛飞出巢穴。